# X Factor (франшиза)
The X Factor (произн. Экс Фа́ктор, «Фактор икс») — формат телевизионных конкурсов талантов, созданный британским продюсером Саймоном Коуэллом.
Впервые появился на британском телевидении — британский X Factor начал транслироваться на канале ITV в сентябре 2004 года. К настоящему времени шоу в этом формате по франшизе выходят во многих странах мира.
Некий «фактор икс» в названии — это отсылка к чему-то не поддающемуся определению, что делает из человека потенциальную звезду.